# Hybrid (album)
Pour les articles homonymes, voir Hybrid.
Albums de Venturia
The New Kingdom
(2006)
Hybrid est le deuxième album de Venturia, sorti en 2008.

## Liste des morceaux
1. Swearing Lies (5:44)
2. Be the One (4:21)
3. Running Blind (5:20)
4. Pearls of Dawn (4:07)
5. Will You Save Me (4:11)
6. Sparkling Rain (5:10)
7. Hottest Ticket in Town (3:51)
8. Love Gamers (5:54)
9. Why? This Women's Life (5:51)
10. Sublimated Dementia (9:34)

## Composition du groupe pour l'enregistrement
- Marc Ferreira (chant)
- Lydie Robin (chant)
- Charly Sahona (guitare, claviers)
- Thomas James (basse)
- Diego Rapacchietti (batterie)